# Madame Bovary (pel·lícula de 1991)
Madame Bovary és una pel·lícula de Claude Chabrol estrenada el 1991, inspirada en la novel·la homònima de Gustave Flaubert.

## Argument
1837. En el transcurs d'una visita a un dels seus pacients, Charles Bovary, metge rural normand, s'apassiona per Emma, filla del ric granger Rouault. Dos mesos més tard, aquest últim, sap que el doctor vidu és desitjós de refer la seva vida, i li ofereix la mà de la jove.
Emma, que somiava amb una vida de luxe i de plaers, descobreix llavors l'existència monòtona de les esposes dels notables. I el naixement d'una filla, de seguida posada a dida, no canvia res. Per enganyar l'avorriment, freqüenta un jove passant de notari, Léon Dupuis, i gasta fortunes en roba i joies, acumulant els deutes amb el sinistre Lheureux...

## Repartiment
- Isabelle Huppert: Emma Bovary
- Jean-François Balmer: Charles Bovary
- Christophe Malavoy: Rodolphe Boulanger
- Lucas Belvaux: Léon Dupuis
- Jean Yanne: Homais, el farmacèutic
- Christiane Minazzoli: Sra. Lefançois
- Jean-Louis Maury: Lheureux
- François Périer: El narrador (veu)
- Florent Gibassier: Hippolyte
- Jean-Claude Bouillaud: Rouault
- François Maistre: Lieuvain
- Thomas Chabrol: El vescomte
- Henri Attal: Sra Hareng
- Dominique Zardi: El cec
- Yves Verhoeven: Justin
- Marie Mergey: la mare de Charles Bovary
- Pierre-François Dumeniaud: Hivert
- Don de Lencquesaing: Louis
- Jacques Dynam: L'abat Bournisien
- Pierre Martot

## Premis i nominacions

### Nominacions
- Oscar al millor vestuari per Corinne Jorry
- Globus d'Or a la millor pel·lícula estrangera 1992

## Al voltant de la pel·lícula
- La pel·lícula ha estat rodada a Choisel (castell de Breteuil), Lyons-la-Forêt, Versalles i Rouen, del 3 de setembre al 23 de novembre de 1990.
- Aquesta versió és absolutament fidel a l'obra de Flaubert, cosa que no era el cas de les versions precedents.
- Madame Bovary: la novel·la de Gustave Flaubert va aparèixer el 1857.

Altres adaptacions cinematogràfiques :
- Madame Bovary és la versió de Jean Renoir estrenada el 1933.
- Madame Bovary és la versió de Vincente Minnelli estrenada el 1949.